# Dulcídio Boschilia
Dulcídio Wanderley Boschilia (San Paolo, 4 gennaio 1938 – San Paolo, 14 maggio 1998) è stato un arbitro di calcio brasiliano.

## Carriera
Attivo a livello statale dal 1964, approdò alla carriera arbitrale dopo aver giocato per qualche tempo come portiere, con lo pseudonimo Wand. Controverso, venne spesso designato per dirigere partite dal clima teso e dunque di difficile gestione disciplinare.
Quando lavorava nel corpo di polizia di San Paolo, arbitrò diverse partite all'interno del carcere cittadino. Negli anni sessanta diresse un incontro fra Penapolense e São Bento a Penápolis valido per il Campionato Paulista Serie A3 e, in seguito al suo rifiuto di concedere un rigore alla squadra locale dietro minaccia, si dovette difendere da tifosi e giocatori. In seguito a tale fatto, quando arbitrava portava spesso con sé la pistola d'ordinanza per difesa personale. Nel 1974 fu proposto dalla Federação Paulista de Futebol perché entrasse a far parte del gruppo di arbitri internazionali, ma il suo nome fu ritirato pochi giorni dopo.
Tra i suoi principali risultati a livello nazionale si possono citare la direzione nelle finali del campionato 1975 e 1988, oltre alle finali del Campionato Paulista nel 1974, 1975, 1977, 1981, 1983, 1986 e 1987, nonché del Campeonato Mineiro 1985. Fu inoltre assistente dell'arbitro Armando Marques durante la finale del Campionato Paulista 1971.
Nel 1987 arbitrò la finale del campionato statale diciotto giorni dopo aver perso la moglie Berenice Bialski in un incidente d'auto Al termine della partita dedicò la direzione di gara alla defunta consorte e allo staff tecnico del Corinthians, che lo aveva aiutato a recuperare la condizione fisica in seguito all'incidente.
Si ritirò nel 1988, a cinquant'anni, dopo aver arbitrato 240 volte in massima serie tra il 1971 e il 1987, settimo arbitro (al 2008) con più presenze in tale competizione. Morì di cancro il 14 maggio 1998.